# Sikharpur
Sikharpur (nepalski: शिखरपुर) – gaun wikas samiti w środkowej części Nepalu  w strefie Bagmati w dystrykcie Sindhupalchowk. Według nepalskiego spisu powszechnego z 2001 roku liczył on 490 gospodarstw domowych i 2560 mieszkańców (1293 kobiet i 1267 mężczyzn).